# Дејвид Андерсен
Дејвид Андерсен (енгл. David Andersen; Карлтон, 23. јун 1980) је бивши аустралијски кошаркаш. Играо је на позицијама крилног центра и центра.

## Клупска каријера
Сениорску каријеру је почео у екипи Вулонгонг хокса одакле након једне сезоне одлази у Киндер из Болоње. Са њима је провео четири сезоне и освојио неколико трофеја а сигурно највреднији је Евролига 2001. године. Након што је тим банкротирао одлази у Монтепаски Сијену. Са њима је освојио још једно италијанско првенство. Након тога одлази у ЦСКА из Москве. Са њима проводи четири сезоне и постаје један од најбољих крилних центара у Европи. Са ЦСКА је освојио четири титуле државног првака, три купа и две Евролиге. Сезону 2008/09. је провео у Барселони и са њима је освојио шпанско првенство.
Од 2009. до 2011. играо је у НБА лиги за Хјустон рокетсе, Торонто репторсе и Њу Орлеанс хорнетсе. Најбољи утисак оставио је у Рокетсима за које у сезони 2009/10. одиграо 63 меча уз просечно 5,8 поена. Сезоне 2010/11. је одиграо 11 утакмица за Репторсе и 29 за Хорнетсе. У лето 2011. Андерсен се вратио у Европу и потписао са својим бившим клубом Монтепаски Сијеном. Са Сијеном проводи једну сезону у којој осваја три трофеја - првентво, куп и суперкуп Италије. Сезону 2012/13. је провео у Фенербахче Улкеру са којим је освојио куп Турске. У јануару 2014. је потписао за француски Стразбур ИГ, и са њима остао до краја сезоне. У септембру 2014. прелази у Асвел и са њима проводи наредне две сезоне у којима осваја првенство Француске у сезони 2015/16. 

## Репрезентација
Био је дугогодишњи члан репрезентације Аустралије и са њима је освојио пет златних медаља на првенствима Океаније. Такође је играо четири пута на Олимпијским играма - 2004, 2008, 2012 и 2016.

## Успеси

### Клупски
- Виртус Болоња:
  - Евролига (1): 2000/01.
  - Првенство Италије (1): 2000/01.
  - Куп Италије (2): 2001, 2002.
- Монтепаски Сијена:
  - Првенство Италије (2): 2003/04, 2011/12.
  - Куп Италије (1): 2012.
  - Суперкуп Италије (1): 2011.
- ЦСКА Москва:
  - Евролига (2): 2005/06, 2007/08.
  - Првенство Русије (4): 2004/05, 2005/06, 2006/07, 2007/08.
  - Куп Русије (3): 2005, 2006, 2007.
- Барселона:
  - Првенство Шпаније (1): 2008/09.
- Фенербахче Улкер:
  - Куп Турске (1): 2013.
- Асвел:
  - Првенство Француске (1): 2015/16.

### Појединачни
- Идеални тим Евролиге - прва постава (1): 2004/05.
- Најкориснији играч финала Првенства Италије (1): 2003/04.
- Најкориснији играч Купа Италије (1): 2012.
- Најкориснији играч Купа Турске (1): 2013.

### Репрезентативни
- Океанијско првенство:  2003, 2005, 2007, 2013, 2015.